# فرودگاه صحرایی اندرسن
فرودگاه صحرایی اندرسن (به انگلیسی: Anderson Field (Washington)) یک فرودگاه همگانی بهره‌برداری هوایی است که یک باند فرود آسفالت دارد و طول باند آن ۱۲۱۹ متر است. این فرودگاه در شهر بروستر، واشینگتن کشور ایالات متحده آمریکا قرار دارد و در ارتفاع ۲۷۹ متری از سطح دریا واقع شده است.